# میگل تراوه
میگل تراوه (اسپانیایی: Miquel Travé‎؛ زادهٔ ۶ ژانویهٔ ۲۰۰۰) قایقران اسلالوم اهل اسپانیا است.
وی در مسابقات کشوری و بین‌المللی در مجموع برندهٔ ۶ مدال طلا، ۹ مدال نقره، ۳ مدال برنز شده‌است.